# Chiquinho Oliveira
Francisco Carlos de Oliveira, mais conhecido como Chiquinho Oliveira ou Chico Oliveira (Piedade, 1952), é um trompetista e arranjador brasileiro. Ficou conhecido por integrar entre 2000 a 2015 o sexteto do Programa do Jô.

## Biografia
Formado pelo Conservatório Musical João Batista Julião, de Sorocaba, atuou nas bandas Brasília Modern Six, Orquestra Orfeu Negro, Santa Mônica e Casablanca, como arranjador e trompetista, entre os anos de 1972 e 1989.
Gravou com grandes nomes da música, como Gonzaguinha, Renato Russo, Selma Reis, Arthur Maia, Ed Motta, Nana Caymmi, Ivan Lins, Jorge Ben Jor, James Hetfield e Elba Ramalho, entre outros.
Atualmente, Chiquinho é líder da big band Metalmanera.

## Trabalhos
- Programa do Jô, na TV Globo (2000 a 2016)

## Discografia
com o Sexteto do Jô
- 2000 - Jô Soares e O Sexteto - Ao Vivo no Tom Brasil.